# Halowe Mistrzostwa Świata w Lekkoatletyce 2014 – pięciobój kobiet
Pięciobój kobiet – jedna z konkurencji rozgrywanych podczas 15. Halowych Mistrzostw Świata w Sopocie.
W przeciwieństwie do pozostałych konkurencji, w wielobojach IAAF nie ustaliła określonych minimów, a zaprosiła 8 zawodniczek według następującego klucza:
- zwyciężczyni IAAF Combined Events Challenge w sezonie 2013
- 3 najlepsze zawodniczki z list światowych w siedmioboju w sezonie 2013 (maksymalnie jedna lekkoatletka z jednego kraju)
- 3 najlepsze zawodniczki z list światowych w pięcioboju w sezonie 2013
- 1 dzika karta
- w gronie 8 zaproszonych zawodniczek mogły się znaleźć co najwyżej dwie zawodniczki z jednego kraju[3]

Zwyciężczynią IAAF Combined Events Challenge w sezonie 2013 była Ukrainka Hanna Melnyczenko, która przyjęła zaproszenie do występu w Sopocie.
Pierwsza zawodniczka list światowych w siedmioboju w sezonie 2013 – Rosjanka Tatjana Czernowa zrezygnowała z występu w Sopocie. Druga zawodniczka list – Ukrainka Hanna Melnyczenko zakwalifikowała się jako zwyciężczyni IAAF Combined Events Challenge. Ponieważ 5. na listach światowych Holenderka Dafne Schippers (nigdy w karierze nie startowała w pięcioboju) zrezygnowała z występu w halowych mistrzostwach świata, to do zawodów w Sopocie zakwalifikowano: 3. na listach Amerykankę Sharon Day-Monroe, 4. – Kanadyjkę Brianne Theisen-Eaton oraz 6. – Niemkę Claudię Rath.
Liderka list światowych pięcioboju w sezonie 2014 – Amerykanka Sharon Day-Monroe zakwalifikowała się na podstawie list z siedmioboju w 2013, zatem zaproszenia do występu w mistrzostwach otrzymały: Białorusinka Jana Maksimawa (2. lokata na listach światowych – 4686 pkt.), Holenderka Nadine Broersen (3. lokata na listach światowych – 4656 pkt.) oraz Ukrainka Alina Fiodorowa (4. lokata – 4596 pkt.).
Dziką kartę początkowo rezerwowano dla mistrzyni olimpijskiej z Londynu – Brytyjki Jessiki Ennis-Hill, która jednak na skutek ciąży zrezygnowała z występów w sezonie 2014. W związku z tym, zgodnie z zapowiedziami, dziką kartę uprawniającą do występu podczas halowych mistrzostw świata otrzymała zawodniczka miejscowego klubu SKLA Sopot – Polka Karolina Tymińska (6. lokata na listach światowych – 4530 pkt.).
W zawodach nie wzięła zatem udziału żadna z medalistek poprzednich halowych mistrzostw świata ze Stambułu: Ukrainka Natala Dobrynśka, która podczas zawodów w Stambule jako pierwsza lekkoatletka w historii przekroczyła granicę 5000 punktów w pięcioboju ogłosiła w 2013 zakończenie kariery, Brytyjka Ennis-Hill zrezygnowała z występów w sezonie 2014 z powodu ciąży, zaś brązowa medalistka ze Stambułu – Litwinka Austra Skujytė nie występowała w sezonie halowym 2014 w żadnej konkurencji.

## Terminarz
| Data         | Godzina | Runda                          |
| ------------ | ------- | ------------------------------ |
| 7 marca 2014 | 12:00   | Bieg na 60 metrów przez płotki |
| 7 marca 2014 | 12:35   | Skok wzwyż                     |
| 7 marca 2014 | 14:15   | Pchnięcie kulą                 |
| 7 marca 2014 | 18:00   | Skok w dal                     |
| 7 marca 2014 | 20:10   | Bieg na 800 metrów             |

## Rekordy
W poniższej tabeli przedstawiono (według stanu przed rozpoczęciem mistrzostw) rekordy świata, poszczególnych kontynentów, halowych mistrzostw świata a także najlepszy wynik na świecie w sezonie halowym 2014.
|                                   | Zawodniczka       | Wynik | Miejsce     | Data           |
| --------------------------------- | ----------------- | ----- | ----------- | -------------- |
| Halowy rekord świata              | Natala Dobrynśka  | 5013  | Stambuł     | 9 marca 2012   |
| Rekord halowych mistrzostw świata | Natala Dobrynśka  | 5013  | Stambuł     | 9 marca 2012   |
| Liderka tabel sezonu 2014         | Sharon Day-Monroe | 4805  | Albuquerque | 21 lutego 2014 |
| Halowy rekord Afryki              | Eunice Barber     | 4558  | Paryż       | 7 marca 1997   |
| Halowy rekord Ameryki Południowej | Vanessa Spínola   | 4261  | Tallinn     | 2 lutego 2013  |
| Halowy rekord Ameryki Północnej   | Sharon Day-Monroe | 4805  | Albuquerque | 21 lutego 2014 |
| Halowy rekord Australii i Oceanii | Jane Jamieson     | 4490  | Maebashi    | 5 marca 1999   |
| Halowy rekord Azji                | Olga Rypakowa     | 4582  | Pattaya     | 10 lutego 2006 |
| Halowy rekord Europy              | Natala Dobrynśka  | 5013  | Stambuł     | 9 marca 2012   |

## Wyniki konkurencji
| CR – rekord mistrzostw \| NR – rekord kraju \| AR – rekord kontynentu \| SB – najlepszy wynik w sezonie \| PB – rekord życiowy |

### Bieg na 60 m przez płotki
| Pozycja | Zawodniczka           | Reprezentacja     | Rezultat | Punkty | Uwagi   |
| ------- | --------------------- | ----------------- | -------- | ------ | ------- |
| 1.      | Brianne Theisen-Eaton | Kanada            | 8,13     | 1100   | PB      |
| 2.      | Hanna Melnyczenko     | Ukraina           | 8,18     | 1088   | PB      |
| 3.      | Nadine Broersen       | Holandia          | 8,32     | 1057   | =PB, SB |
| 4.      | Sharon Day-Monroe     | Stany Zjednoczone | 8,43     | 1032   | PB      |
| 4.      | Claudia Rath          | Niemcy            | 8,43     | 1032   | PB      |
| 6.      | Karolina Tymińska     | Polska            | 8,50     | 1017   |         |
| 7.      | Alina Fiodorowa       | Ukraina           | 8,52     | 1013   | PB      |
| 8.      | Jana Maksimawa        | Białoruś          | 8,75     | 963    |         |

### Skok wzwyż
| Pozycja | Zawodniczka           | Reprezentacja     | Rezultat | Punkty | Uwagi   | Suma |
| ------- | --------------------- | ----------------- | -------- | ------ | ------- | ---- |
| 1.      | Nadine Broersen       | Holandia          | 1,93     | 1145   | NR      | 2202 |
| 2.      | Jana Maksimawa        | Białoruś          | 1,87     | 1067   |         | 2030 |
| 3.      | Alina Fiodorowa       | Ukraina           | 1,84     | 1029   | SB      | 2042 |
| 4.      | Sharon Day-Monroe     | Stany Zjednoczone | 1,84     | 1029   |         | 2061 |
| 5.      | Brianne Theisen-Eaton | Kanada            | 1,84     | 1029   | SB      | 2129 |
| 6.      | Hanna Melnyczenko     | Ukraina           | 1,81     | 991    | SB      | 2079 |
| 7.      | Claudia Rath          | Niemcy            | 1,78     | 953    | =PB, SB | 1985 |
| 8.      | Karolina Tymińska     | Polska            | 1,75     | 916    | =PB, SB | 1933 |

| Pozycja | Zawodniczka           | Wysokości | Wysokości | Wysokości | Wysokości | Wysokości | Wysokości | Wysokości | Wysokości | Wysokości | Wysokości | Wysokości | Wysokości |
| Pozycja | Zawodniczka           | 1,63      | 1,66      | 1,69      | 1,72      | 1,75      | 1,78      | 1,81      | 1,84      | 1,87      | 1,90      | 1,93      | 1,96      |
| ------- | --------------------- | --------- | --------- | --------- | --------- | --------- | --------- | --------- | --------- | --------- | --------- | --------- | --------- |
| 1.      | Nadine Broersen       | –         | –         | –         | –         | o         | o         | o         | o         | o         | o         | xo        | xxx       |
| 2.      | Jana Maksimawa        | –         | –         | –         | –         | –         | o         | o         | xxo       | o         | xxx       |           |           |
| 3.      | Alina Fiodorowa       | o         | o         | o         | o         | o         | xo        | xo        | o         | xxx       |           |           |           |
| 4.      | Sharon Day-Monroe     | –         | –         | –         | o         | o         | o         | o         | xo        | xxx       |           |           |           |
| 5.      | Brianne Theisen-Eaton | –         | –         | –         | o         | o         | xxo       | o         | xo        | xxx       |           |           |           |
| 6.      | Hanna Melnyczenko     | –         | –         | –         | o         | o         | o         | o         | xxx       |           |           |           |           |
| 7.      | Claudia Rath          | –         | o         | o         | o         | o         | xxo       | xxx       |           |           |           |           |           |
| 8.      | Karolina Tymińska     | o         | o         | o         | o         | xxo       | xxx       |           |           |           |           |           |           |

### Pchnięcie kulą
| Pozycja | Zawodniczka           | Reprezentacja     | Próby | Próby | Próby | Rezultat | Punkty | Uwagi | Suma |
| Pozycja | Zawodniczka           | Reprezentacja     | 1     | 2     | 3     | Rezultat | Punkty | Uwagi | Suma |
| ------- | --------------------- | ----------------- | ----- | ----- | ----- | -------- | ------ | ----- | ---- |
| 1.      | Alina Fiodorowa       | Ukraina           | 14,28 | 15,05 | 15,05 | 15,05    | 864    |       | 2906 |
| 2.      | Sharon Day-Monroe     | Stany Zjednoczone | 14,85 | x     | 14,95 | 14,95    | 858    |       | 2919 |
| 3.      | Jana Maksimawa        | Białoruś          | 14,93 | x     | 14,59 | 14,93    | 856    | SB    | 2886 |
| 4.      | Nadine Broersen       | Holandia          | 14,59 | x     | x     | 14,59    | 833    |       | 3035 |
| 5.      | Karolina Tymińska     | Polska            | 12,50 | 13,68 | 14,36 | 14,36    | 818    |       | 2751 |
| 6.      | Brianne Theisen-Eaton | Kanada            | 13,86 | 13,48 | x     | 13,86    | 785    | PB    | 2914 |
| 7.      | Claudia Rath          | Niemcy            | 13,66 | 13,35 | 13,11 | 13,66    | 771    | PB    | 2756 |
| 8.      | Hanna Melnyczenko     | Ukraina           | 13,02 | x     | x     | 13,02    | 729    |       | 2808 |

### Skok w dal
| Pozycja | Zawodniczka           | Reprezentacja     | Próby | Próby | Próby | Rezultat | Punkty | Uwagi | Suma |
| Pozycja | Zawodniczka           | Reprezentacja     | 1     | 2     | 3     | Rezultat | Punkty | Uwagi | Suma |
| ------- | --------------------- | ----------------- | ----- | ----- | ----- | -------- | ------ | ----- | ---- |
| 1.      | Claudia Rath          | Niemcy            | x     | 6,37  | 6,25  | 6,37     | 965    |       | 3721 |
| 2.      | Hanna Melnyczenko     | Ukraina           | 5,93  | x     | 6,27  | 6,27     | 934    | SB    | 3742 |
| 3.      | Alina Fiodorowa       | Ukraina           | 6,04  | 6,26  | 6,16  | 6,26     | 930    |       | 3836 |
| 4.      | Nadine Broersen       | Holandia          | 6,00  | 6,17  | 5,79  | 6,17     | 902    | PB    | 3937 |
| 5.      | Brianne Theisen-Eaton | Kanada            | x     | x     | 6,13  | 6,13     | 890    |       | 3804 |
| 6.      | Karolina Tymińska     | Polska            | x     | 6,07  | x     | 6,07     | 871    |       | 3622 |
| 7.      | Sharon Day-Monroe     | Stany Zjednoczone | 5,82  | 5,81  | 5,94  | 5,94     | 831    |       | 3750 |
| 8.      | Jana Maksimawa        | Białoruś          | x     | 5,90  | 4,01  | 5,90     | 819    |       | 3705 |

### Bieg na 800 m

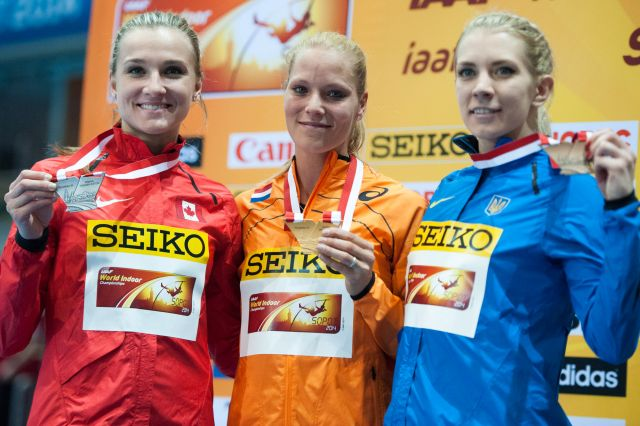
Medalistki pięcioboju

| Pozycja | Zawodniczka           | Reprezentacja     | Rezultat | Punkty | Uwagi |
| ------- | --------------------- | ----------------- | -------- | ------ | ----- |
| 1.      | Sharon Day-Monroe     | Stany Zjednoczone | 2:09,80  | 968    | PB    |
| 2.      | Brianne Theisen-Eaton | Kanada            | 2:10,07  | 964    | PB    |
| 3.      | Claudia Rath          | Niemcy            | 2:10,29  | 960    | PB    |
| 4.      | Jana Maksimawa        | Białoruś          | 2:11,28  | 946    | PB    |
| 5.      | Karolina Tymińska     | Polska            | 2:12,03  | 935    | SB    |
| 6.      | Nadine Broersen       | Holandia          | 2:14,97  | 893    | PB    |
| 7.      | Alina Fiodorowa       | Ukraina           | 2:15,31  | 888    | PB    |
| 8.      | Hanna Melnyczenko     | Ukraina           | 2:18,40  | 845    | SB    |

## Klasyfikacja końcowa
| Pozycja | Zawodniczka           | Reprezentacja     | Punkty | Uwagi |
| ------- | --------------------- | ----------------- | ------ | ----- |
| 1.      | Nadine Broersen       | Holandia          | 4830   | WL    |
| 2.      | Brianne Theisen-Eaton | Kanada            | 4768   | NR    |
| 3.      | Alina Fiodorowa       | Ukraina           | 4724   | PB    |
| 4.      | Sharon Day-Monroe     | Stany Zjednoczone | 4718   |       |
| 5.      | Claudia Rath          | Niemcy            | 4681   | PB    |
| 6.      | Jana Maksimawa        | Białoruś          | 4651   |       |
| 7.      | Hanna Melnyczenko     | Ukraina           | 4587   | SB    |
| 8.      | Karolina Tymińska     | Polska            | 4557   | SB    |